# Solange du da bist (2005)
Solange du da bist (Originaltitel: Just Like Heaven) ist eine US-amerikanische Filmkomödie aus dem Jahr 2005. Die Regie führte Mark Waters, das Drehbuch schrieben Leslie Dixon und Peter Tolan frei nach dem Roman Et si c’était vrai … von Marc Levy aus dem Jahr 2000. Die Hauptrollen spielten Reese Witherspoon und Mark Ruffalo.

## Handlung
Elizabeth Masterson ist eine alleinstehende, beruflich erfolgreiche und ganz in ihrer Arbeit aufgehende Krankenhausärztin. Der Ex-Freund ihrer Schwester Abby, Jack Houriskey, arrangiert eine Verabredung mit einem Freund. Elizabeth eilt nach Feierabend zur Verabredung, gerät in einen Autounfall und fällt ins Koma.
Zwei Monate später zieht der verwitwete Landschaftsarchitekt David Abbott in ihre Wohnung ein – eine Altbauwohnung im Herzen San Franciscos mit Ausblick und Dachterrasse. Eines Tages erscheint ihm der Geist Elizabeths, den er als einziger sehen kann. Beide geraten in heftigen Streit, wer rechtmäßig in der Wohnung lebt. Da keiner nachgeben will, versuchen sie sich gegenseitig aus der Wohnung zu vertreiben. Erst als sie sieht, dass sie inmitten eines Tisches steht, erkennt Elizabeth, dass sie ein Geist ist.
Ein Spiritist ermuntert beide, die wirkliche Ursache ihrer Probleme zu suchen. So beginnen sie sich füreinander zu interessieren und sich gegenseitig zu helfen. David hilft Elizabeth herauszufinden, wer sie ist und wieso sie als Geist weiterlebt, und sie verlieben sich ineinander. Eines Tages erfahren sie, dass die lebenserhaltenden Maßnahmen bei Elizabeth eingestellt werden sollen. David versucht, Abby zu überreden, die Zustimmung dazu zu verweigern, doch es stellt sich heraus, dass sie die notwendigen Unterlagen bereits unterschrieben hat. Daraufhin erzählt er ihr, dass er Elizabeth sehen kann und dass sich diese gerade im selben Zimmer befinde, aber Abby hält ihn für geistig verwirrt und verjagt ihn aus dem Haus.
David und sein Freund Jack versuchen, Elizabeth zu retten, indem sie ihren Körper samt medizinischen Geräten entführen. Dabei stellt Jack fest, dass Elizabeth jene Frau ist, die er drei Monate zuvor mit David verkuppeln wollte. Als die beiden mit Elizabeth bei den Fahrstühlen sind, reißt einer der Security-Leute Elizabeths Beatmungsgerät auseinander. David reißt sich von den Security-Leuten los – die ihn vorher gepackt haben – und gibt Elizabeth einen Kuss. Ihr Geist verschwindet langsam, und als alle sie aufgegeben haben, wacht sie wieder auf. Allerdings kann sie sich weder an David noch an ihre Erlebnisse, die sie als Geist während des Komas hatte, erinnern. David verlässt betrübt das Krankenhaus.
Sie zieht wieder in ihre Wohnung und geht hinauf aufs Dach. Dort wartet David inmitten eines von ihm neu angelegten prachtvollen Gartens, wie sie ihn so ähnlich einst im Traum gesehen hatte. Als sich ihre Hände berühren, fällt ihr alles wieder ein. Die beiden schließen sich in die Arme und küssen sich.

## Kritiken
Der film-dienst schrieb, der Film sei eine „leichtfüßige romantische Komödie“, die berühre, „ohne rührselig zu sein“. Ihm gelinge der „Balanceakt zwischen Leichtigkeit und Ernst“. Der Film plädiere „auf gesellschaftspolitischer Ebene“ „für Gerätemedizin und lebenserhaltende Maßnahmen“.
Carsten Happe verglich Reese Witherspoon mit Meg Ryan: „Das blonde Liebchen von nebenan im Frauenfilm der Woche.“ Und so sei der Film „butterweich und stromlinienförmig den Gepflogenheiten des Genres angepaßt“, die „handvoll dramatischer Untertöne wirkt ebenso aufgesetzt wie das hoffnungslos verkitschte Ende, das aber zumindest mal in die Vollen geht, während es vorher allenfalls köchelte.“

## Synchronisation
| Rolle               | Schauspieler      | Deutsche Stimme          |
| ------------------- | ----------------- | ------------------------ |
| Elizabeth Masterson | Reese Witherspoon | Manja Doering            |
| David Abbott        | Mark Ruffalo      | David Nathan             |
| Jack Houriskey      | Donal Logue       | Michael Iwannek          |
| Abby Brody          | Dina Spybey       | Alexandra Wilcke         |
| Brett Rushton       | Ben Shenkman      | Peter Flechtner          |
| Darryl              | Jon Heder         | Tommy Morgenstern        |
| Katrina             | Ivana Miličević   | Claudia Urbschat-Mingues |
| Fran                | Rosalind Chao     | Ulrike Möckel            |
| Bill                | William Caploe    | Gunnar Helm              |
| Tom Brody           | Chris Pflueger    | Oliver Neuss             |
| Zoe Brody           | Kerris Dorsey     | Johanna Hintze           |
| Lily Brody          | Alyssa Shafer     | Marie Hinze              |
| Dr. Walsh           | Ron Canada        | Jürgen Kluckert          |
| Grace               | Caroline Aaron    | Astrid Bless             |
| Schwester Jenny     | Shulie Cowen      | Sabine Winterfeldt       |
| Schwester Maria     | Gabrielle Made    | Victoria Sturm           |
| Dr. Donald Willis   | Doug Krizner      | Werner Ziebig            |
| Ivan                | Lee Burns         | Andreas Müller           |
| Karen               | Catherine Taber   | Angela Ringer            |
| Mr. Clarke          | Billy Beck        | Werner Ehrlicher         |
| Oberkellner         | Willie Garson     | Gerald Schaale           |
| Frau                | N. N.             | Nina Herting             |

## Auszeichnungen
Der Film erhielt im Jahr 2006 einen Teen Choice Award als bester Chick Flick (Frauenfilm). Jon Heder wurde für den gleichen Preis nominiert.
Die Deutsche Film- und Medienbewertung FBW in Wiesbaden verlieh dem Film das Prädikat „wertvoll“.

## Hintergründe
Die Produktionskosten betrugen ca. 58 Millionen US-Dollar. Der Film war in den USA finanziell erfolgreich, galt jedoch wegen der Thematik als umstritten. In Deutschland sahen ihn mehr als 600.000 Zuschauer in den Kinos.
Das Titellied Just Like Heaven, das im Original von der britischen Band The Cure stammt, wurde von der georgisch-britischen Sängerin Katie Melua gesungen. Im selben Jahr veröffentlichte sie es auch auf ihrem zweiten Album Piece by Piece.

### Unterschiede zum Buch
Der Film ist gegenüber dem Buch deutlich gekürzt. Die Entführung der im Koma liegenden Elizabeth (im Buch Lauren Kline) gelingt im Buch, Arthur bringt Lauren zum Landhaus, in dem er mit seiner Mutter aufgewachsen war. Ein weiteres Spannungselement entsteht dort durch einen Polizeiinspektor, der Arthurs Tat auf die Spur kommt. Als Lauren schließlich erwacht, hat sie keine Erinnerung an diese „geistige Liebesgeschichte“ und erlangt sie auch nicht auf wunderbare Weise zurück.
Während der Film auf ein weibliches Publikum zugeschnitten und konzipiert ist und somit aus ihrer Perspektive erzählt, stellt das Buch eher Arthurs Figur in den Vordergrund. Levy hatte nach eigener Aussage das Buch für seinen Sohn Louis geschrieben als Beispiel für einen Mann, der „sich in den Inhalt eines Menschen und nicht in seine Verpackung verliebt“.